# سیگوردور اینگی جوهانسون
سیگوردور اینگی جوهانسون (انگلیسی: Sigurður Ingi Jóhannsson؛ زادهٔ ۲۰ آوریل ۱۹۶۲) یک سیاست‌مدار اهل ایسلند است.